# Jedlina-Zdrój
Jedlina-Zdrój est une ville de Pologne, située dans l'ouest du pays, dans la voïvodie de Basse-Silésie. Elle constitue une gmina urbaine du powiat de Wałbrzych. Elle est jumelée avec Saint-Etienne-de-Crossey.

## Histoire
La ville s'est appelée "Bad Charlottenbrunn" à l'époque des Allemands des Sudètes (1150-1945).
De 1818 à 1945, Bad Charlottenbrunn fait partie de l'arrondissement de Waldenburg dans le district de Breslau au sein de la province de Silésie.

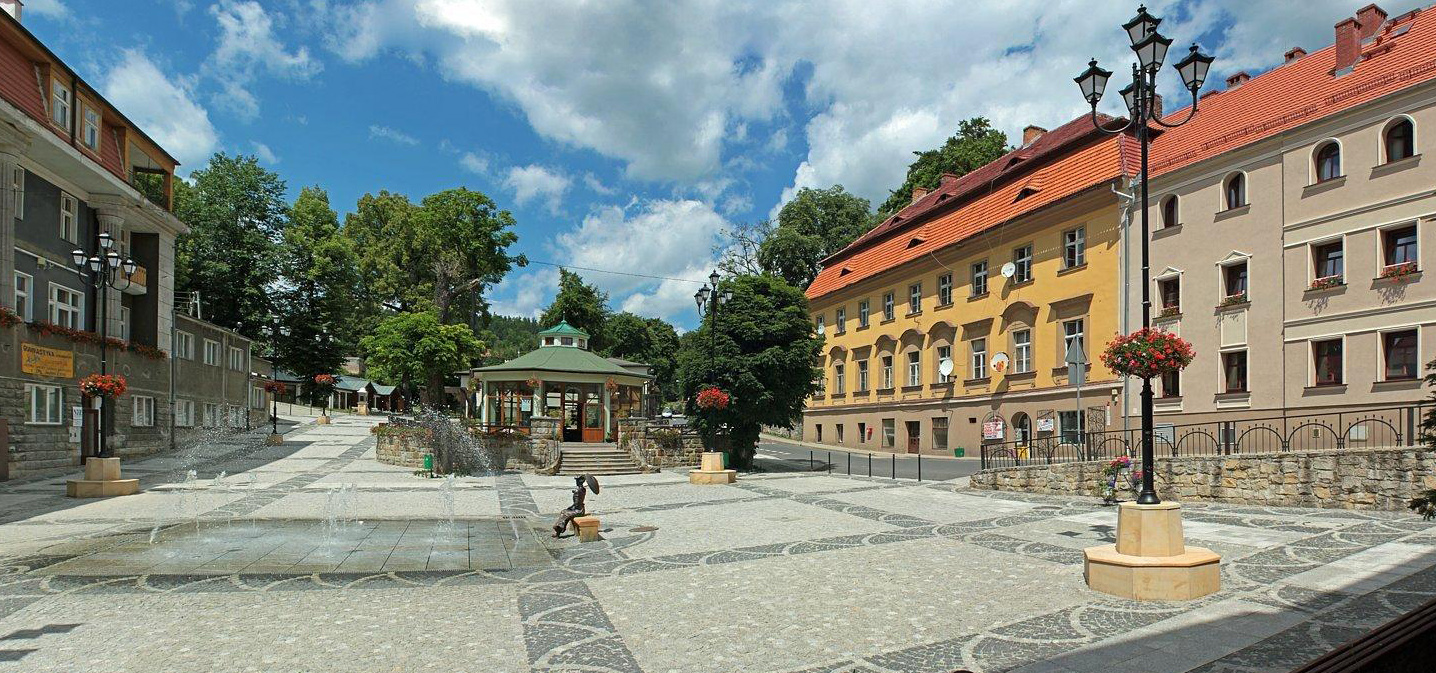
Place centrale

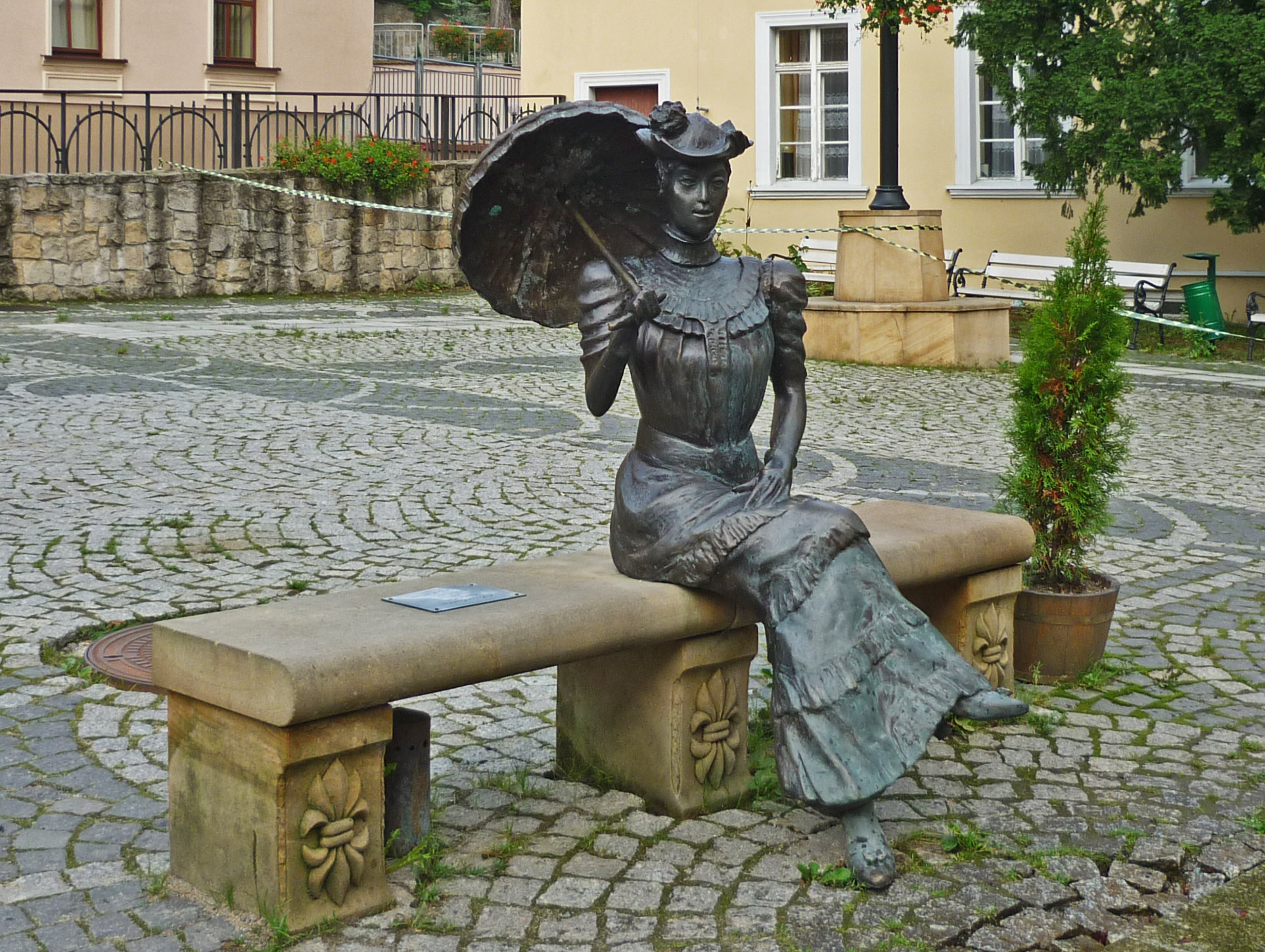
Statue en hommage à Charlotte Maximiliane von Seherr-Thoss, née von Pückler